# Monika Müller-Seps
Monika Gabriela Müller-Seps (ur. 22 lutego 1986 w Zurychu) – szwajcarska szachistka, arcymistrzyni od 2014 roku.

## Kariera szachowa
W latach 1997–2004 wielokrotnie reprezentowała Szwajcarię na mistrzostwach świata i Europy juniorek w różnych kategoriach wiekowych. Wielokrotnie reprezentowała narodowe barwy w turniejach drużynowych, m.in.:
- siedmiokrotnie na olimpiadach szachowych (w latach 2002, 2004, 2006, 2008, 2010, 2012, 2014)[1],
- pięciokrotnie na drużynowych mistrzostwach Europy (w latach 2003, 2005, 2007, 2011, 2013)[2],
- na drużynowych mistrzostwach Europy juniorów do 18 lat (w roku 2001)[3],
- trzykrotnie na turniejach o Puchar Mitropa (Mitropa Cup) (w latach 2005, 2010, 2013)[4].

Wielokrotnie startowała w finałach indywidualnych mistrzostw Szwajcarii, czterokrotnie zdobywając złote medale (Scuol 2001, Leukerbad 2002, Saas-Almagell 2005, Leukerbad 2007).
Normy na tytuł mistrzyni międzynarodowej wypełniła w 2005 r. podczas finału mistrzostw Szwajcarii oraz w Lozannie i Zugu. W 2008 r. podzieliła I m. (Mihajlo Stojanoviciem i Petarem Benkoviciem) w otwartym turnieju w Thunie.
Najwyższy ranking w dotychczasowej karierze osiągnęła 1 października 2007 r., z wynikiem 2290 punktów zajmowała wówczas 1. miejsce wśród szwajcarskich szachistek.